# خرزهره هندی
خرزهره هندی (نام علمی: Rhododendron) نام یک سرده از گیاهان با بیش از ۱۰۰۰ گونه است. یکی از انواع این گل به نام خرزهره هندی درختی گل ملی کشور نپال به‌شمار می‌آید. خرزهره هندی یا رودودندرون (Rhododendron) و خویشاوند نزدیکش آزالیای بوته‌ای در فصل بهار جلوهٔ بی‌نظیری به باغچه می‌دهند ولی برگ‌های آن‌ها و همین‌طور عسلی تولیدشده از گردهٔ گل‌هایشان سمی هستند. مسمومیت با این دو گیاه سمی همیشه‌سبز با سوزش دهان آغاز می‌شود و با افزایش ترشح بزاق، تهوع، اسهال و افزایش تحریک‌پذیری پوست ادامه پیدا می‌کند. گاهی سردرد، ضعف عضلانی، تار شدن دید و کاهش یا افزایش ناگهانی ضربان قلب نیز به این عوارض اضافه می‌شود. بعضی مواقع خطر کما و تشنج کشنده نیز فرد مسموم را تهدید می‌کند که پیش از آن باید پزشکان با تزریق وریدی مایعات، تسهیل تنفس و داروهای مخدر طبی ضربان قلب را به وضعیت عادی بازگردانند.

## پانویس

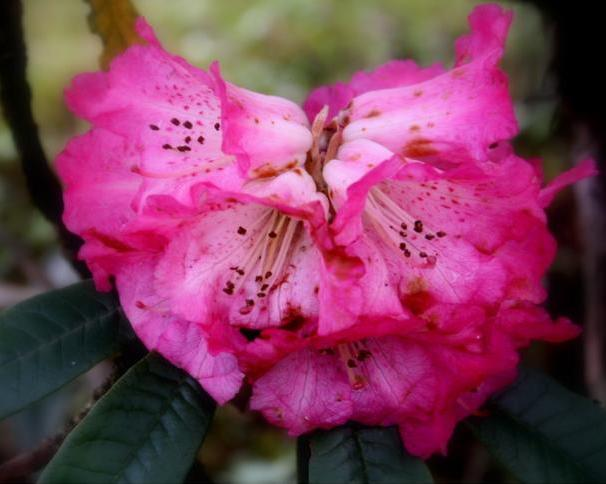
Rhododendron (গুরাস),Sandakphu, West Bengal,India2